# Amerikanska Institutet i Taiwan
Amerikanska Institutet i Taiwan (engelska American Institute in Taiwan), förkortat AIT, fungerar som USA:s beskickning i Taipei. När USA 1979 upprättade diplomatiska förbindelser med Folkrepubliken Kina, krävde den av fastlandet drivna politiken om Ett Kina att de diplomatiska förbindelserna med Republiken Kina på Taiwan upphörde. Trots att man formellt sett är en privat organisation, låter dock USA institutet exempelvis utfärda visum för turister och  pass för amerikanska medborgare. Personalen vid institutet består till stor del av tjänstemän vid USA:s utrikesdepartement, med tjänstledighet från sina ordinarie befattningar, och en viss del av finansieringen för institutets verksamheter bekostas även utrikesdepartementet.
På motsvarande sätt fungerar Taipeis representationskontor som beskickningar för Republiken Kina på Taiwan i de länder som på grund av Ett Kina-politiken inte kan upprätthålla formella diplomatiska förbindelser med varandra.